# Jondal
Jondal er en tidligere kommune ved Hardangerfjorden i det daværende Hordaland fylke i Norge. Den grænsede i øst til Ullensvang og i syd til Kvinnherad. Over fjorden ligger Kvam kommune.
Kommunevåbenet for Jondal viser tre skråtstillede bådshager, i guld på rød bund. Bådshagerne skal vise fremad og samtidig vise hvor vigtig båden var for arbejde og transport i Jondal.
1. januar 2020 blev Ullensvang lagt sammen med Odda og Jondal til én kommune med navnet Ullensvang, og kommunens administration placeret i Odda.

## Areal og befolkning
De fleste af indbyggerne bor i Kysnesstrand, Torsnes, Solesnes, Svåsand, Jondal og Herand. Indover mod Folgefonna ligger bygderne Nedre og Øvre Krossdalen.
Dele af isbræen Folgefonna ligger i kommunen. Folgefonn sommerskicenter har vintersportstilbud det meste af året.

## Erhvervsliv
Akvakultur er blevet en vigtig næringsvej i de senere år. Aqua Farms byggede i 1986 et ørredanlæg i Herand. Det beskæftigede 12-15 personer i 2006.
Eidesfossen kraftværk beliggende mellem Espelandsvatnet og Eidesvatn.
I Jondal ligger Norges ældste skiferbrud, Kvernurdi (urd = stenrøs), som omtales i et diplom fra 1421, da Bård Sigurdsson på Torsnes blev ejer af stenbruddet. Ud fra navnet må det allerede have været i brug som leverandør af kværnstene. Tagsten er blevet udtaget siden slutningen af 1700-tallet. Skiferbruddene i Hordaland anvender sten fra bunden af de kaldonske skyvelag, lige over fyllitten, som igen ligger over grundfjeldet. Disse typer skifer er normalt omdannet sandsten, undtagen skiferen fra Sålesnes i Jondal. Den er en kraftigt sammenpresset granit, en granitgnejs, oprindeligt indeholdende store krystaller af rød kalifeldspat, sammen med kvarts. De centimeterstore feldspatkrystaller er under sammenpresningen meget formindsket under sammenpresningen, der fandt sted under den kaledonske bjergkædedannelse. Rester af nogle krystaller ses stadig som røde "øjne" eller "knuder" i skiferen. Ellers er feldspatkornene i stor grad omdannet til lys glimmer.

## Seværdigheder
Der er registreret i alt 85 figurer som helleristninger i Kalhagen på Bakke ved Herand. Der er skibe, ringe og geometriske figurer og - meget ualmindeligt - mange menneskeskikkelser, i alt 23. De har ophav i den norske jordbrugskultur i bronzealderen (1800 - 500 f.Kr.) som del af en soldyrkelse og en frugtbarhedskultus. Denne type jordbrugsristningar genfindes over hele Europa. Den lille dal på Bakke, med solvarm muldjord, har måske tjent som et helligsted anvendt til bronzealderens kultiske handlinger.
Folgefonna er Norges tredjestørste gletsjer, og dækker områder i Jondal, Ullensvang, Odda, Etne og Kvinnherad kommuner. Isbræen er den sydligste i Norge. Se også Folgefonna nationalpark.
Jondal kirke. På grunden lå tidligere en stavkirke, der til sidst var så forfalden, at den måtte rives. I starten af 1700-tallet blev der så opført en trækirke, der blev stående, til den nuværende kirke blev rejst i 1888.
Jondals schweizerhuse fra 1800- og 1900-tallet. Disse er truet ved udvidelsen af færgekajen.
Viketunet, 2 minutter fra færgekajen i Jondal, er et gårdstun med syv huse, det ældste fra 1611.